# Фёдоровский сельсовет (Дмитровский район)
Фёдоровский сельсовет — упразднённая административно-территориальная единица, существовавшая на территории Московской губернии и Московской области до 1954 года.
Фёдоровский сельсовет был образован в первые годы советской власти. По данным 1918 года он входил в состав Дмитровской волости Дмитровского уезда Московской губернии.
В 1923 году к Фёдоровскому с/с были присоединены Бабкинский, Глебездовский, Драчевский и Претыкино-Архановский с/с.
По данным 1926 года в состав сельсовета входили деревни Арханово, Бабкино, Глебездово, Драчёво, Редькино и Федоровское, а также совхоз Ваньково и хутор Серково.
В 1929 году Фёдоровский с/с был отнесён к Дмитровскому району Московского округа Московской области.
2 мая 1931 года из Фёдоровского с/с в Ильинский было передано селение Редькино.
10 апреля 1953 года из Фёдоровского с/с в Ильинский было передано селение Драчёво.
14 июня 1954 года Фёдоровский с/с был упразднён. При этом его территория была передана Костинскому с/с.